# Odontodiplosis fingeriformis
Odontodiplosis fingeriformis är en tvåvingeart som beskrevs av Kashyap 1988. Odontodiplosis fingeriformis ingår i släktet Odontodiplosis och familjen gallmyggor. Inga underarter finns listade i Catalogue of Life.